# بودابروت

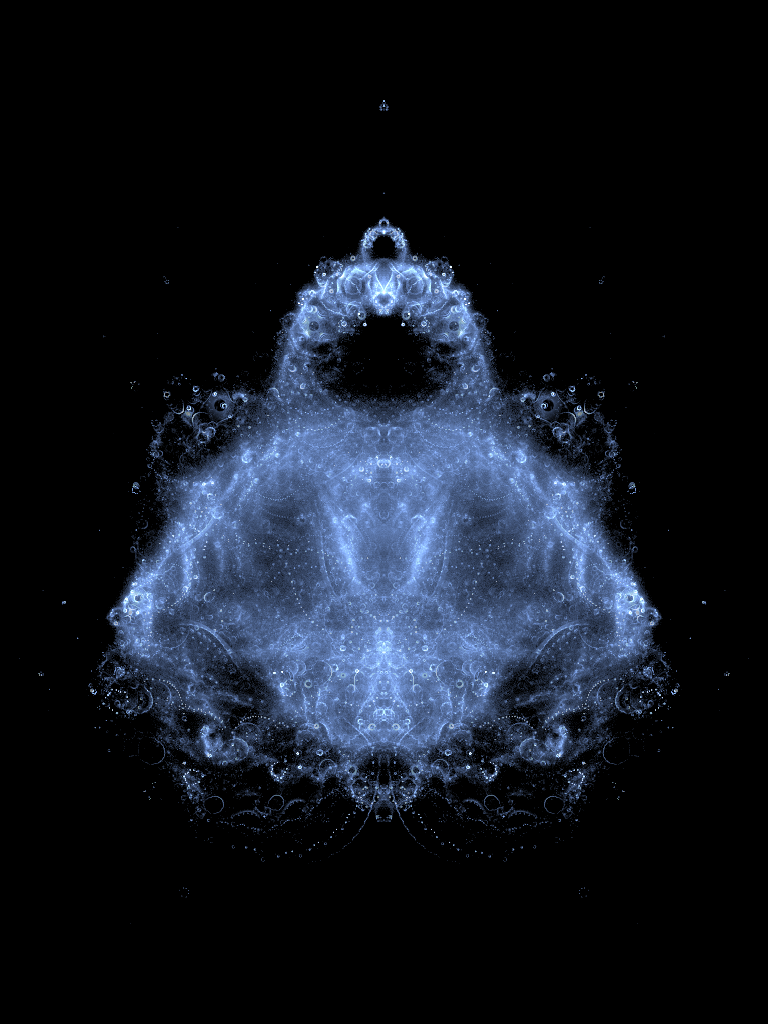
بودابروت

یک بودابروت(به انگلیسی: Buddhabrot) یک فراکتال از طریق یک رنردرینگ خاص از مجموعه مندلبروت است که به علت شباهتش به بودا بودابروت نامیده شده‌است.
بودابروت در سال ۱۹۹۳ توسط ملیندا گرین کشف شد.